# Road Movie (R.E.M.)
Road Movie è un documentario musicale del gruppo musicale dei R.E.M. messo in commercio nel 1996 in VHS e nel 2001 in DVD.
Il video documenta i 3 concerti che il gruppo ha tenuto tra il 18 e il 21 novembre 1995 all'Omni Coliseum di Atlanta durante il Monster Tour.

## Tracce
1. I Took Your Name (dalla seconda data[e le altre?])
2. What's the Frequency, Kenneth?
3. Crush with Eyeliner
4. Undertow
5. The Wake-Up Bomb
6. Revolution
7. Losing My Religion
8. Binky the Doormat
9. Orange Crush
10. Strange Currencies
11. Tongue
12. Man on the Moon
13. Country Feedback
14. Find the River
15. The One I Love
16. Star 69
17. Let Me In
18. Everybody Hurts
19. It's the End of the World as We Know It (And I Feel Fine) (dalla terza data[e le altre?])